# Weltcup Montafon

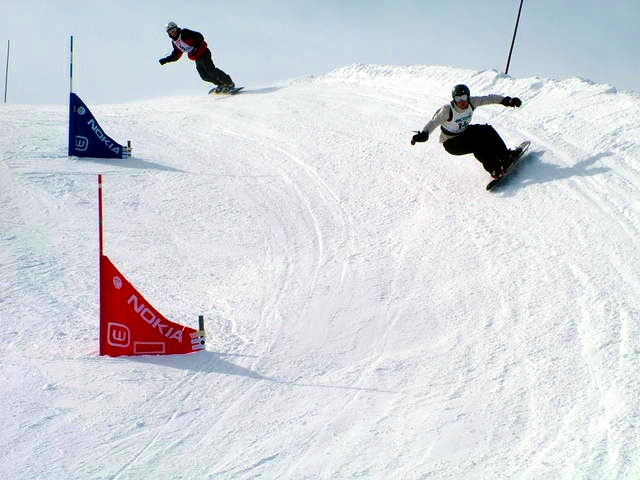

La Copa Mundial de Snowboard en Montafon forma parte de la Copa Mundial de Snowboard desde la temporada 2012/13. Está organizada por la Federación Internacional de Esquí (FIS) y la Federación Austriaca de Esquí (ÖSV) con su empresa Austria Ski Veranstaltungs GmbH (ASVG) en asociación con Silvretta Montafon y Montafon Tourismus. El Comité Organizador está formado por el presidente Peter Marko y el Secretario General Christian Speckle. El curso de snowboardcross tiene una longitud de 980 metros y el de eslalon paralelo de 280 metros, y las competiciones se celebran en Schruns, en Silvretta Montafon, Hochjoch. 

## Historia
En la temporada 2010/11, la Copa del Mundo de Snowboardcross se celebró en una ocasión en Lech am Arlberg. Después se buscó un lugar adecuado para presentar el snowboardcross de forma óptima. Así que el Montafon fue encontrado adecuado. La primera Copa del Mundo de Snowboardcross tuvo lugar en diciembre de 2012. En diciembre de 2014, el evento tuvo que ser cancelado debido a las altas temperaturas. En lugar de eso, se organizó una competencia paralela de eslalon y una competencia de equipos mixtos.

## Pista
El curso de skicross y snowboardcross se asemeja a un curso de BMX, hecho sólo de nieve. 80.000 metros cúbicos de él se utilizaron para los 32 elementos del curso: un halfpipe, cinco vueltas empinadas, varios saltos y olas. A velocidades de hasta 65 kilómetros por hora, los profesionales de los deportes de invierno se dirigen al campo de 985 metros de largo de la Copa del Mundo - el descenso rápido dura apenas 60 segundos.

## Resultados[3]

### Mujeres
| Edición | Temporada | Disciplina            | Ganadores                        | Segundos                         | Terceros                         |
| ------- | --------- | --------------------- | -------------------------------- | -------------------------------- | -------------------------------- |
| 01      | 2012/13   | Snowboardcross        | Dominique Maltais                | Raffaella Brutto                 | Australia                        |
| 01      | 2012/13   | Snowboardcross Equipo | Austria                          | Estados Unidos                   | Francia                          |
| 02      | 2013/14   | Snowboardcross        | Eva Samková                      | Dominique Maltais                | Helene Olafsen                   |
| 02      | 2013/14   | Snowboardcross Equipo | Italia                           | Canadá                           | Francia                          |
| 03      | 2014/15   | Snowboardcross        | Cancelado por temperaturas altas | Cancelado por temperaturas altas | Cancelado por temperaturas altas |
| 03      | 2014/15   | Snowboardcross Equipo | Cancelado por temperaturas altas | Cancelado por temperaturas altas | Cancelado por temperaturas altas |
| 03      | 2014/15   | Eslalon paralelo      | Sabine Schöffmann                | Amelie Kober                     | Aljona Igorewna Sawarsina        |
| 04      | 2015/16   | Snowboardcross        | Nelly Moenne-Loccoz              | Lindsey Jacobellis               | Marija Jewgenjewna Wassilzowa    |
| 04      | 2015/16   | Snowboardcross Equipo | Francia I                        | Estados Unidos I                 | Suiza I                          |
| 05      | 2016/17   | Snowboardcross        | Australia                        | Chloé Trespeuch                  | Lindsey Jacobellis               |
| 05      | 2016/17   | Snowboardcross Equipo | Francia I                        | Italia I                         | Francia II                       |
| 06      | 2017/18   | Snowboardcross        | Italia                           | Estados Unidos                   | Francia                          |
| 06      | 2017/18   | Snowboardcross Equipo | Francia I                        | Canadá I                         | Rusia I                          |
| 07      | 2018/19   | Snowboardcross        | Cancelado por temperaturas altas | Cancelado por temperaturas altas | Cancelado por temperaturas altas |
| 07      | 2018/19   | Snowboardcross Equipo | Cancelado por temperaturas altas | Cancelado por temperaturas altas | Cancelado por temperaturas altas |
| 08      | 2019/20   | Snowboardcross        | República Checa                  | Italia                           | Australia                        |

### Hombres
| Edición | Temporada | Disciplina            | Ganadores                        | Segundos                         | Terceros                         |
| ------- | --------- | --------------------- | -------------------------------- | -------------------------------- | -------------------------------- |
| 01      | 2012/13   | Snowboardcross        | Omar Visintin                    | Markus Schairer                  | Nick Baumgartner                 |
| 01      | 2012/13   | Snowboardcross Equipo | Estados Unidos II                | Estados Unidos                   | Italia                           |
| 02      | 2013/14   | Snowboardcross        | Markus Schairer                  | Omar Visintin                    | Kevin Hill (Snowboarder)         |
| 02      | 2013/14   | Snowboardcross Equipo | Italia II                        | Alemania                         | Noruega                          |
| 03      | 2014/15   | Snowboardcross        | Cancelado por temperaturas altas | Cancelado por temperaturas altas | Cancelado por temperaturas altas |
| 03      | 2014/15   | Snowboardcross Equipo | Cancelado por temperaturas altas | Cancelado por temperaturas altas | Cancelado por temperaturas altas |
| 03      | 2014/15   | Eslalon paralelo      | Roland Fischnaller (Snowboarder) | Žan Košir                        | Mirko Felicetti                  |
| 04      | 2015/16   | Snowboardcross        | Alessandro Hämmerle              | Markus Schairer                  | Nikolai Igorewitsch Oljunin      |
| 04      | 2015/16   | Snowboardcross Equipo | Francia I                        | Italia II                        | Suiza I                          |
| 05      | 2016/17   | Snowboardcross        | Hagen Kearney                    | Omar Visintin                    | Australia                        |
| 05      | 2016/17   | Snowboardcross Equipo | España I                         | Italia I                         | Estados Unidos II                |
| 06      | 2017/18   | Snowboardcross        | Australia                        | Austria                          | Austria                          |
| 06      | 2017/18   | Snowboardcross Equipo | España I                         | Austria I                        | Francia I                        |
| 07      | 2018/19   | Snowboardcross        | Cancelado por temperaturas altas | Cancelado por temperaturas altas | Cancelado por temperaturas altas |
| 07      | 2018/19   | Snowboardcross Equipo | Cancelado por temperaturas altas | Cancelado por temperaturas altas | Cancelado por temperaturas altas |
| 08      | 2019/20   | Snowboardcross        | Austria                          | Australia                        | Italia                           |

### Equipos
| Edición | Temporada | Disciplina                               | Ganadores | Segundos | Terceros |
| ------- | --------- | ---------------------------------------- | --------- | -------- | -------- |
| 01      | 2014/15   | Eslalon paralelo mixto (mujeres/hombres) | Italia    | Rusia II | Japón    |